# Wüstenspringmäuse
Die Wüstenspringmäuse (Jaculus) sind die wohl bekannteste Gattung der Springmäuse. Trotz des Namens sind die fünf Arten nicht ausschließlich in Wüsten verbreitet, bevorzugen aber aride Gebiete in Nordafrika und Westasien. Man findet sie in vielfältigen Lebensräumen wie Geröll- und relativ flachen Sandwüsten, Salzwüsten, Felstälern und Weideland.

## Merkmale

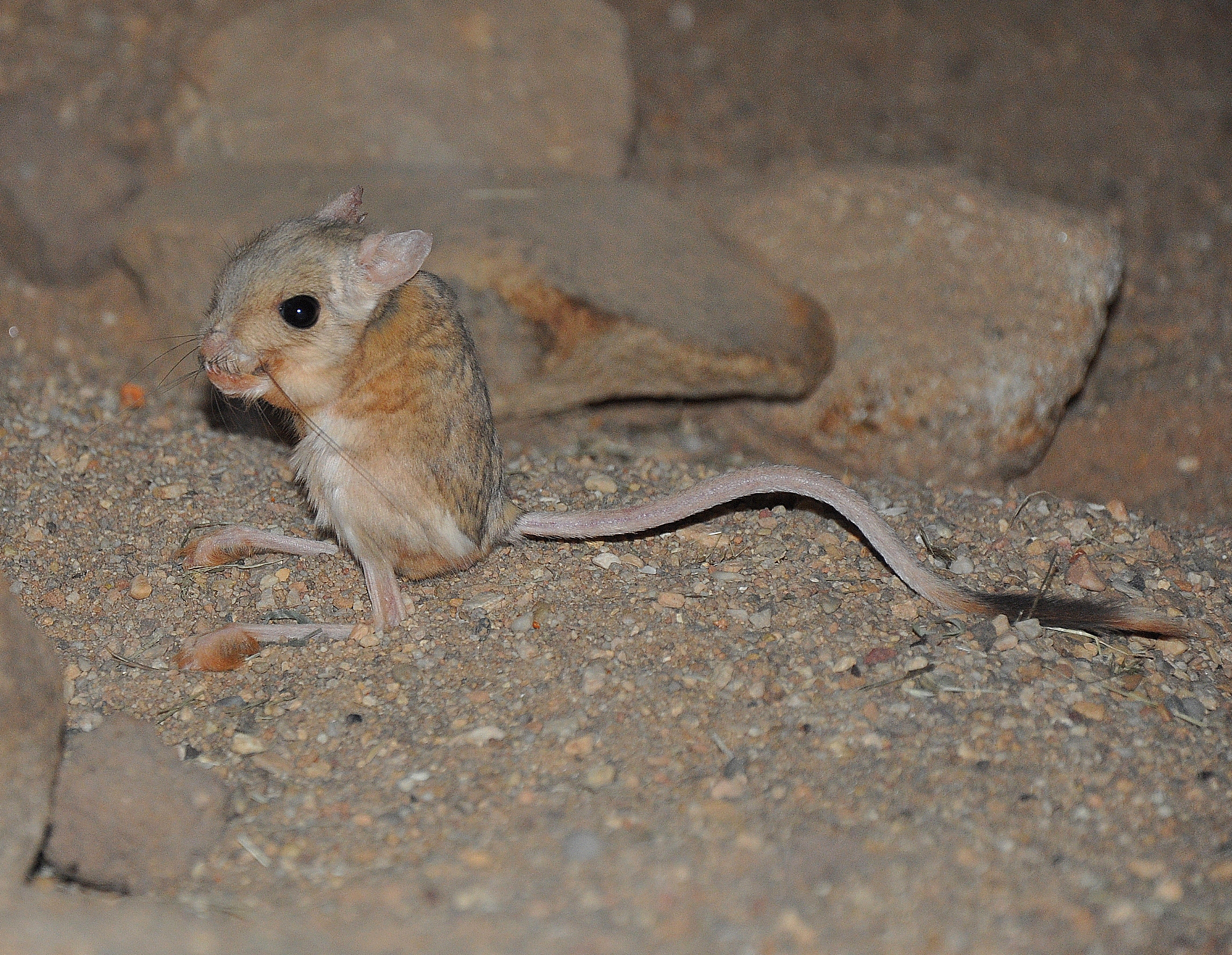
Kleine Wüstenspringmaus (Jaculus jaculus)

Die Arten sind kleine bis mittelgroße Springmäuse mit einer Kopf-Rumpf-Länge von 9,5 bis 16 cm. Sie besitzen an jedem Hinterfuß 3 Zehen. Die Zehen sind von einem Saum aus steifen Haaren umgeben. Der Schwanz ist mit bis zu 150 % der Kopfrumpflänge (12,8 bis 25 cm) sehr lang und weist eine zweifarbig schwarz-weiße Endquaste auf. Die Ohren sind mit weniger als der Hälfte der Hinterfußlänge kurz. Die oberen Schneidezähne haben eine Rille und sind weiß. Bei den beiden ersten oberen Backenzähnen formt der Zahnschmelz ein Z. Es sind 16 Zähne vorhanden (1/1, 0/0, 0/0, 3/3). Die Oberseite ist blass bis dunkel sandfarben oder gelblichbraun, die Unterseite weißlich gefärbt.

## Lebensweise
Wie alle Springmäuse sind Wüstenspringmäuse nachtaktive Tiere, die sich tagsüber in ihren Bauten aufhalten. Das weit verzweigte Gangsystem ihrer Höhlen kann eine Tiefe bis zu zwei Metern aufweisen. Die Schlafkammer wird mit Kamelhaaren oder Pflanzenteilen ausgepolstert. Von der Schlafkammer, die auch als Nestkammer benutzt wird, führen ein oder zwei Fluchtgänge direkt nach draußen. Im Bau von Jaculus orientalis findet sich zusätzlich eine Vorratskammer.
Mit ihren kräftigen Hinterbeinen können Wüstenspringmäuse bis zu einem Meter hoch und mehrere Meter weit springen. Auf der Nahrungssuche legen sie Strecken bis zu 14 km zurück. Die Nahrung besteht aus Wurzeln, Samen und anderen Pflanzenteilen. Der gesamte Wasserbedarf wird aus der Nahrung bezogen.
In den meisten Teilen ihres Verbreitungsgebietes halten Wüstenspringmäuse keinen Winterschlaf und sind selbst noch in den kältesten Nächten aktiv. Dennoch behaupten einige Zoologen, einen Winterschlaf in bestimmten Regionen festgestellt zu haben, zum Beispiel im Irak und in Marokko. Mit Sicherheit gibt es dagegen eine Art Torpor (Schlafstarre), in die Wüstenspringmäuse bei Nahrungsknappheit und kaltem, regnerischem Wetter verfallen. Durch die Absenkung sämtlicher Körperfunktionen können sie Energie sparen und somit die für sie ungünstigen Zeiten besser überstehen. Jaculus jaculus lebt solitär, die anderen Arten leben in kleinen Gruppen.
Wüstenspringmäuse können in Gefangenschaftshaltung bis zu viermal im Jahr Nachwuchs haben. Ein Wurf besteht aus drei bis vier (ausnahmsweise 2 bis 10) Jungen, die nach 25 bis 40 Tagen Tragzeit zur Welt kommen. Die Lebenserwartung beträgt in menschlicher Obhut über sechs Jahre.

## Systematik
Die folgenden fünf Arten werden gemeinhin dieser Gattung zugerechnet:
- Kleine Wüstenspringmaus, Jaculus jaculus, Marokko und Senegal bis zum südwestlichen Iran und Somalia[1]
- Blanford-Springmaus, Jaculus blanfordi, Iran, Afghanistan, Südwestliches Pakistan[1]
- Hammada-Wistenspringmaus, Jaculus hirtipes, Nordafrika, Sahara, Horn von Afrika
- Arabische Wüstenspringmaus, Jaculus loftusi, Arabische Halbinsel, Irak, Jordanien, Syrien
- Große Wüstenspringmaus, Jaculus orientalis, Marokko bis südliches Israel[1]

Gelegentlich wird auch die Lichtenstein-Springmaus in diese Gattung gerechnet, für gewöhnlich stellt man sie aber in eine eigene Gattung Eremodipus.

## Menschen und Wüstenspringmäuse
Gelegentlich werden Wüstenspringmäuse von Privatpersonen gehalten. Bei den gehaltenen Tieren handelt es sich in der Regel um Jaculus jaculus oder Jaculus orientalis. Während die Nachzucht bei der Kleinen Wüstenspringmaus regelmäßig gelingt, ist sie bei letzterer Art eher selten.
Die Große Wüstenspringmaus gilt in Teilen Nordafrikas als Getreideschädling. Sie wird daher in vielen Gegenden bekämpft. Zudem werden die Springmäuse von manchen Beduinenstämmen gegessen. Trotz der Bejagung gilt aber keine der vier Arten als gefährdet, auch wenn die Population von Jaculus blanfordi abnimmt.